# Harriet Andersson
Pour les articles homonymes, voir Andersson.
Harriet Andersson est une actrice suédoise, née le 14 février 1932 à Stockholm.

## Biographie

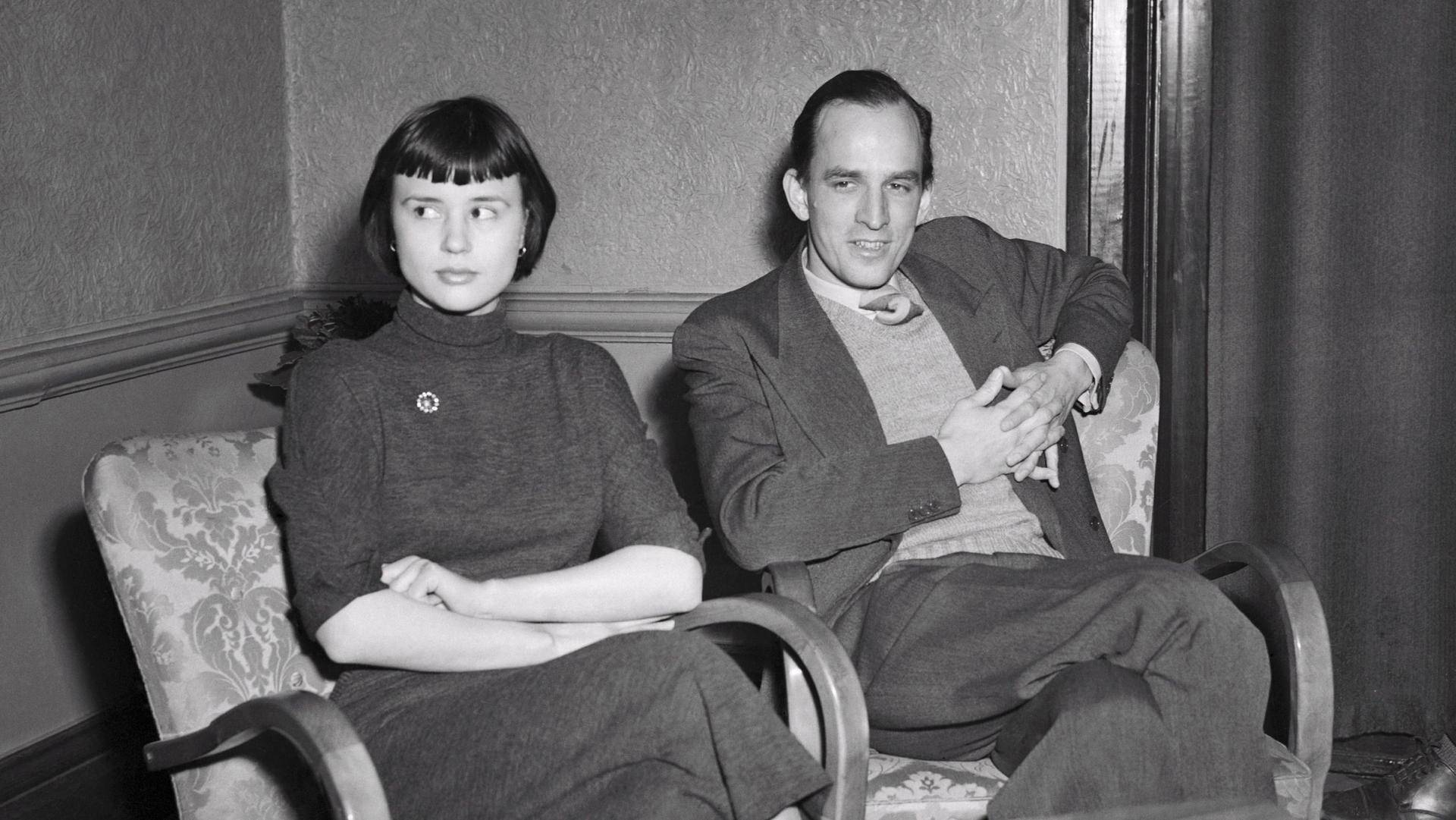
Harriet Andersson et Ingmar Bergman en 1953.

Issue d'un milieu modeste, Harriet Andersson suit les cours de Calle Flygare et débute dans des revues au théâtre Södran, au Blancheteatern et à l'Oscarteatern. En 1950, elle est la vedette du music-hall Scala et débute au cinéma.
Après avoir tourné Un été avec Monika avec Ingmar Bergman, le metteur en scène et réalisateur l'engage en 1954 dans la troupe du théâtre municipal de Malmö ; elle devient l'une de ses actrices favorites tant au théâtre (Le Canard sauvage d'Ibsen, Hamlet, Le Journal d'Anne Frank) qu'au cinéma (Sourires d'une nuit d'été, Cris et chuchotements).

### Vie privée
Elle épouse le réalisateur finlandais Jörn Donner (1933-2020), avec qui elle tourne de nombreux films.

## Filmographie

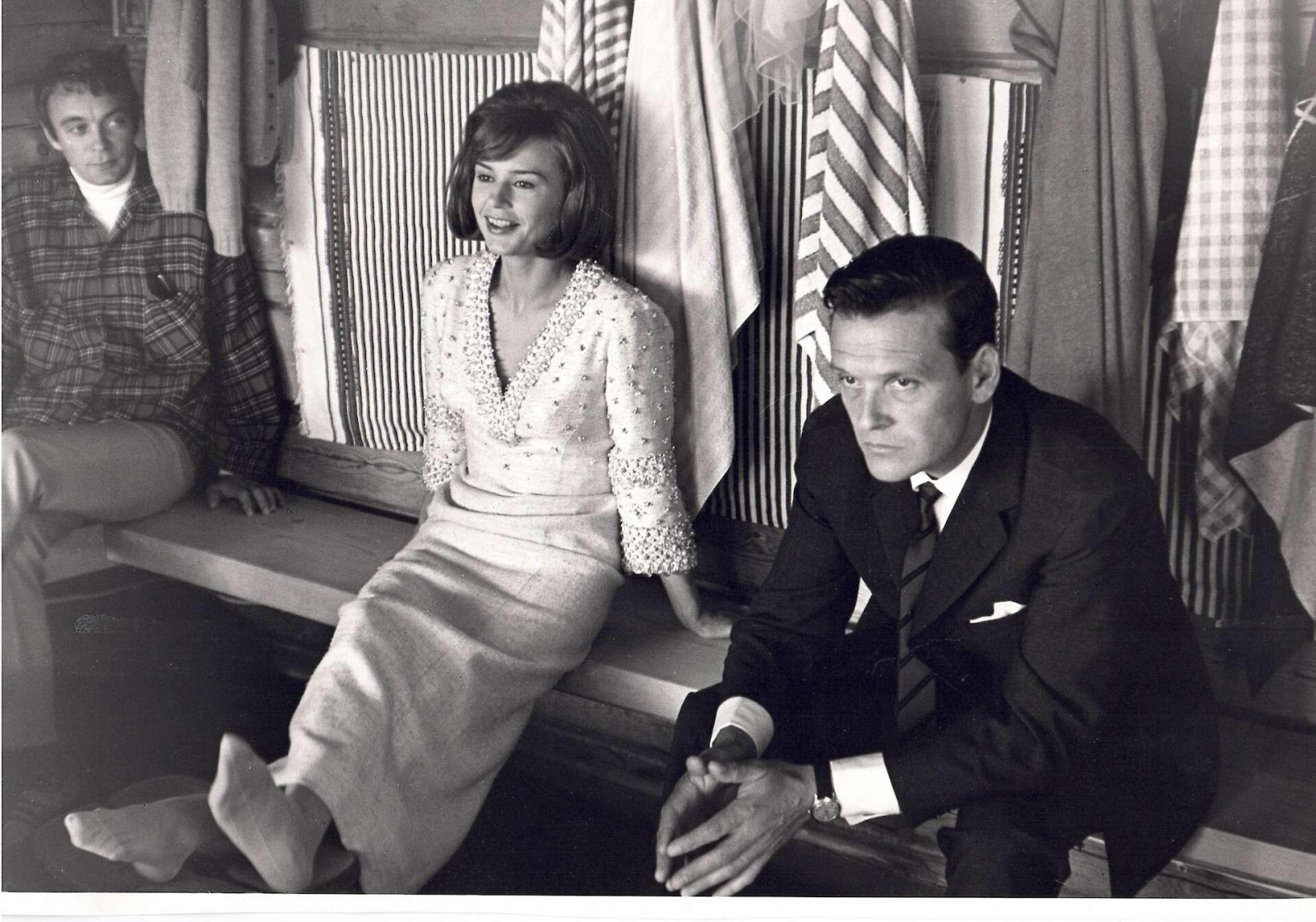
Harriet Andersson en 1965 lors du tournage de Ici commence l'aventure (Här börjar äventyret, taalla alkan seikkailu.

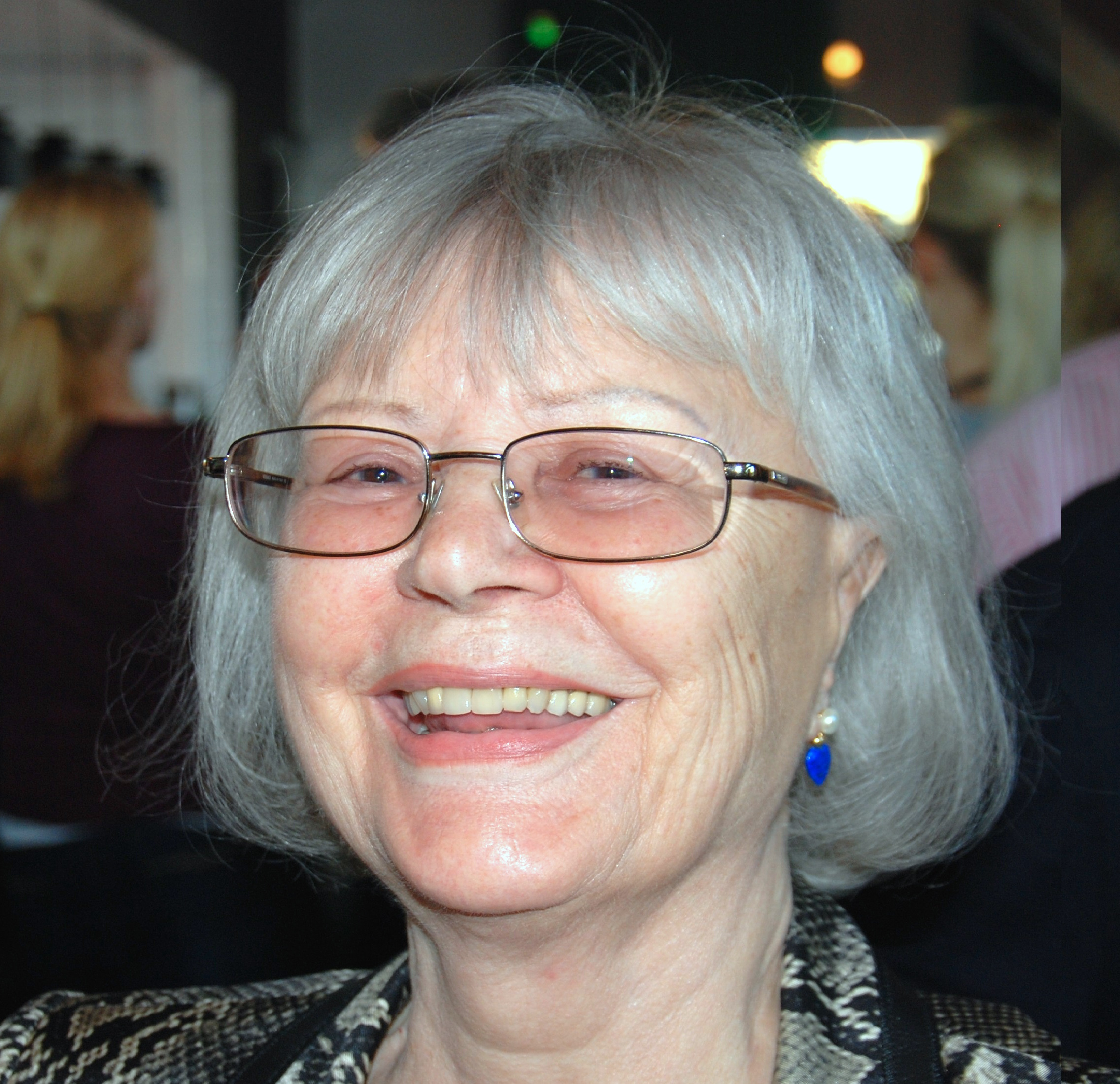
Harriet Andersson en 2014.

- 1950 : Motorkavaljerer d'Elof Ahrle
- 1950 : Medan staden sover (Pendant que la ville sommeille) de Lars-Eric Kjellgren
- 1950 : Två trappor över gården de Gösta Werner
- 1950 : Anderssonskans Kalle de Rolf Husberg
- 1951 : Biffen och Bananen de Rolf Husberg
- 1951 : Puck heter jag de Schamyl Bauman
- 1951 : Dårskapens hus de Hasse Ekman
- 1951 : Frånskild de Gustaf Molander
- 1952 : Le Sous-marin 39 (Ubåt 39) de Hampe Faustman
- 1952 : Sabotage de Eric Jonsson
- 1952 : Trots (L'Esprit de contradiction) de Gustaf Molander
- 1953 : Un été avec Monika (Sommaren med Monika) d'Ingmar Bergman
- 1953 : La Nuit des forains (Gycklarnas afton) d'Ingmar Bergman
- 1954 : Une leçon d'amour (En lektion I Karlek) d'Ingmar Bergman
- 1955 : Rêve de femmes (Kvinnodröm) d'Ingmar Bergman
- 1955 : Hoppsan! de  Stig Olin
- 1955 : Sourires d'une nuit d'été (Sommarnattens leende) d'Ingmar Bergman
- 1956 : Les Enfants de la nuit (Nattbarn) de Gunnar Hellström
- 1956 : Sista paret ut (Le Dernier couple qui court) d'Alf Sjöberg
- 1957 : Synnøve Solbakken (La Petite Fée de Solbakken) de Gunnar Hellström
- 1958 : Flottans överman de Stig Olin
- 1958 : Kvinna i leopard de Jan Molander
- 1959 : Noc Poslubna - Haayo - En Brollopsnatt d'E. Blomberg
- 1959 : Brott i paradiset (Crime au paradis) de Lars-Eric Kjellgren
- 1961 : Barbara de Frank Wisbar
- 1961 : À travers le miroir (Såsom i en spegel) d'Ingmar Bergman
- 1962 : Syska d'Alf Kjellin
- 1963 : Rêve de chance (Lyckodrömmen) de Hans Abramson
- 1963 : Un dimanche de septembre (En söndag i september) de Jörn Donner
- 1964 : Toutes ses femmes (För att inte tala om alla dessa kvinnor) d'Ingmar Bergman
- 1964 : Aimer (Att älska), de Jörn Donner
- 1964 : Les Amoureux (Älskande par) de Mai Zetterling
- 1965 : Que ne ferait-on pas pour ses amis? (For vänskaps skull) de H. Abramson
- 1965 : Le Pont de lianes (Lianbron) de Sven Nykvist
- 1965 : Ici commence l'aventure (Här börjar äventyret, taalla alkan seikkailu) de Jörn Donner
- 1966 : Le Serpent (Ormen) de Hans Abramson
- 1966 : M.15 demande protection (The Deadly Affair) de Sidney Lumet
- 1967 : Stimulantia - Han Hon (Elle et lui) de Jörn Donner
- 1967 : Tvärbalk (Chassé-croisé) de Jörn Donner
- 1967 : Mennesker modes og sod musik opstar i hjertet - Människor möts och ljuv musik uppstår i hjärtat (Sophie de 6 à 9) de  Henning Carlsen
- 1968 : Jag älskar, du älskar de S. Björkman
- 1968 : Les Filles (Flickorna) de Mai Zetterling
- 1968 : L'Amour sans uniforme (Oberman) de H. Embach
- 1968 : Pour la conquête de Rome I (Kampf um Rom I - La calata dei Barbari - Bataglia pentru roma) de Robert Siodmak : Mathaswintha
- 1969 : Pour la conquête de Rome II (Kampf um Rom II - Der Verrat) de Robert Siodmak : Mathaswintha
- 1969 : Anna de Jörn Donner
- 1971 : I havsbandet de Bengt Lagerkvist
- 1972 : Cris et Chuchotements (Viskningar och rop) d'Ingmar Bergman
- 1972 : The Day the Clown Cried de Jerry Lewis (Inachevé)
- 1973 : Le Nouveau-né (Bebek) de B. Karabuda
- 1975 : Monismanien 1995 de Kenne Fant
- 1975 : Två kvinnor - Den vita väggen (Deux femmes) de Stig Björkman (épisode Le Mur blanc)
- 1977 : Hempas bar de Lars G. Thelestam
- 1977 : Snorvalpen de Vilgot Sjöman
- 1982 : Fanny et Alexandre d'Ingmar Bergman : Justina
- 1986 : Les Deux Bienheureux (De två saliga) (téléfilm) d'Ingmar Bergman : Viveka Burman
- 1987 : Nuits d'été (Sommarkvällar på jorden) de Gunnel Lindblom : Magda
- 1988 : Himmel og helvede : Jasmin
- 2003 : Dogville de Lars von Trier : Gloria

## Prix
- 1963 : Prix de la critique cinématographique allemande pour À travers le miroir d'Ingmar Bergman
- 1964 : Prix d'interprétation au festival de Berlin pour Aimer de Jörn Donner ; prix de la revue suédoise de cinéma Chaplin
- 1989 : Robert de la meilleure actrice dans un second rôle pour Himmel og helvede
- 1994 : Prix Amanda de la meilleure actrice